# Glykolipidy

Schéma glykolipidu - sugar residue (zbytek cukru), lipid residue (zbytek lipidu).

Glykolipidy (z řeckého glykys = sladké a lipos = tuk) jsou molekuly sacharidů, které jsou glykosidickou (kovalentní) vazbou spojeny s lipidy. Patří mezi glykosidy.
Glykolipidy se nacházejí ve všech tkáních na povrchu všech eukaryotických buněk, ale pouze na vnější straně lipidové dvojvrstvy. Jejich cukerné části vyčnívají z membrány do okolního prostředí, kde fungují jako receptory pro specifické chemické sloučeniny. Tato jejich schopnost se nazývá buněčné rozpoznávání. Další jejich funkcí je pomoc při zakotvení buňky do okolní tkáně.

## Struktura

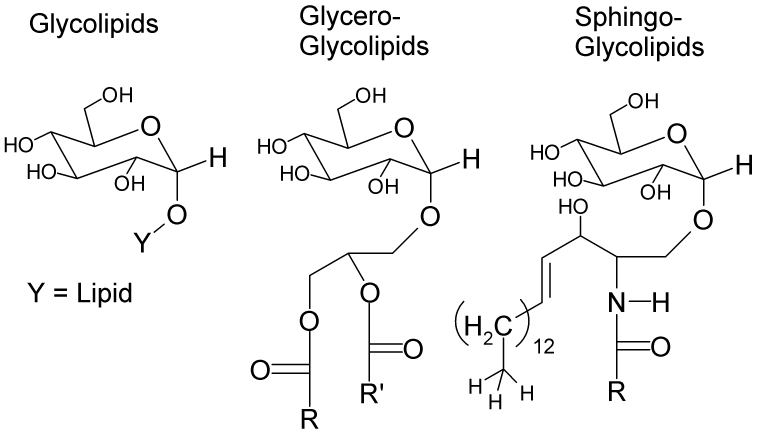
Obecný vzorec glykolipidů a dva příklady konkrétních glykolipidů.

Základní strukturou glykolipidu je spojení lipidové složky s monosacharidy nebo oligosacharidy. Lipid a sacharidy tvoří glykokonjugát prostřednictvím glykosidické vazby, což je kovalentní vazba. Struktura těchto sacharidů se liší v závislosti na struktuře molekul, na které se vážou.
Složky glykolipidů:
- Sacharidy se vážou na molekuly lipidů jako jeden nebo více monosacharidů nebo oligosacharidů.
- Lipidy se skládají z mastných kyselin, které jsou spojeny s glycerolem prostřednictvím esterových vazeb nebo se sfingosinem prostřednictvím peptidových vazeb. Glykolipidy mohou obsahovat strukturní lipidy bez fosforu nebo fosfolipidy, které jsou součástí buněčné membrány.

## Výskyt

Struktura buněčné membrány, jejíž součástí jsou glykolipidy.

Glykolipidy se vyskytují především v buněčných membránách všech eukaryotických buněk.
Nejběžnějšími lipidy v buněčných membránách jsou glycerolipidy a sfingolipidy, které mají glycerolovou nebo sfingosinovou páteř. Mastné kyseliny jsou spojeny s touto páteří, takže lipid jako celek má polární hlavu a nepolární ocas.
Lipidová dvojvrstva buněčné membrány se skládá ze dvou vrstev lipidů, přičemž vnitřní a vnější povrch membrány tvoří skupiny polárních hlav a vnitřní část membrány je tvořena nepolárními ocasy mastných kyselin.
Sacharidy, které jsou připojeny ke skupinám polárních hlav na vnější straně buňky, jsou ligandové složky glykolipidů a jsou také polární. To způsobuje jejich rozpustnost ve vodném prostředí obklopujícím buňku.  

## Funkce

### Interakce mezi buňkami
Hlavní funkcí glykolipidů v organismu je sloužit jako místa rozpoznávání interakcí mezi buňkami. Sacharidy glykolipidu se vážou na specifický doplňkový sacharid nebo na lektin (protein vázající sacharidy) sousední buňky. Tato interakce buněk na buněčném povrchu je základem buněčného rozpoznávání a iniciuje buněčné odpovědi, které přispívají k činnostem, jako je regulace, růst a apoptóza (řízený zánik buňky).

### Imunitní odpověď
Další funkcí glykolipidů je interakce mezi leukocyty a endoteliálními buňkami během zánětu. Endoteliální buňky lemují vnitřní povrch všech částí oběhového systému, jako jsou srdce, cévy, žíly a vlásečnice.
Imunitní odpověď na zánět probíhá tak, že selektiny (třída lektinů nacházejících se na povrchu leukocytů a endoteliálních buněk) se začnou vázat na sacharidy připojené ke glykolipidům. Tyto vazby způsobují, že leukocyty opouštějí krevní oběh a shromažďují se v blízkosti místa zánětu. Po tomto počátečním vazebném mechanismu následuje exprese integrinů, které tvoří silnější vazby a umožňují leukocytům migrovat rychleji směrem k místu zánětu.  
Glykolipidy jsou zodpovědné i za další biologické reakce, zejména za rozpoznání virů a bakterií hostitelskými buňkami.

### Krevní skupiny
Krevní skupiny jsou příkladem toho, jak glykolipidy na buněčných membránách zprostředkovávají buněčné interakce s okolním prostředím. Čtyři hlavní lidské krevní skupiny (A, B, AB, 0) jsou určeny oligosacharidem připojeným ke specifickému glykolipidu na povrchu červených krvinek, který působí jako antigen.
- Krevní skupina 0 obsahuje nemodifikovaný antigen (nazývaný antigen H). Ten je přítomen na červených krvinkách všech krevních skupin, tedy A, B a AB.
- Krevní skupina A má navíc N-acetylgalaktosamin, který tvoří hlavní determinující strukturu.
- Krevní skupina B má navíc galaktózu, která tvoří hlavní determinující strukturu.
- Krevní skupina AB má všechny tři tyto antigeny, tedy antigen H, N-acetylgalaktosamin a galaktózu.

Antigeny, které nejsou přítomny v krvi jednotlivce, způsobují tvorbu protilátek, které se pak vážou na cizí glykolipidy. Z tohoto důvodu mohou lidé s krevní skupinou AB dostávat transfúze ze všech krevních skupin (univerzální akceptor) a lidé s krevní skupinou 0 mohou působit jako dárci všech krevních skupin (univerzální dárce).

## Příklady glykolipidů
- Galaktolipidy obsahují galaktózu připojenou k molekule lipidu – glycerolu. Nacházejí se v chloroplastových membránách a jsou spojeny s fotosyntetickými vlastnostmi.
- Sulfolipidy mají funkční skupinu obsahující síru v sacharidové složce připojené k lipidu. Jsou spojeny s cyklem síry v rostlinách.
- Glykosfingolipidy jsou podskupina glykolipidů na bázi sfingolipidů. Glykosfingolipidy se většinou nacházejí v nervové tkáni a jsou zodpovědné za buněčnou signalizaci.
- Cerebrosidy je skupina glykosfingolipidů zapojených do membrán nervových buněk.
- Galaktosylcerebrosidy jsou typem cerebrózy s galaktózou jako sacharidovou složkou.
- Glukosylcerebrosidy jsou typem cerebrózy s glukózou jako sacharidovou složkou.
- Globosidy jsou glykosfingolipidy s více než jedním cukrem jako součást sacharidového komplexu. Mají řadu funkcí. Neschopnost degradovat tyto molekuly vede k Fabryho chorobě.
- Sulfatidy je třída glykolipidů obsahujících sulfátovou skupinu v uhlohydrátu s ceramidovou lipidovou páteří. Jsou zapojeny do mnoha biologických funkcí od imunitní odpovědi až po signalizaci nervového systému.
- Gangliosidy jsou nejsložitější zvířecí glykolipidy. Obsahují negativně nabité oligosacharidy s jedním nebo několika zbytky kyseliny sialové. Vyskytují se v mozku a nervové soustavě.
- Glykofosfosfingolipidy jsou komplexní glykofosfolipidy hub, kvasinek a rostlin.